# Leah Kate
Leah Kate Kalmenson, née le 9 septembre 1992 à Los Angeles, est une chanteuse américaine. 
Kate sort son premier EP, Impulse, en juin 2019, suivi de What Just Happened? en 2021. En 2022, elle sort le single 10 Things I Hate About You, qui figure dans les charts en Australie et au Royaume-Uni. Elle est ensuite choisie en tant que première partie pour la tournée européenne de Madison Beer, la Life Support Tour, qui a lieu en mars et avril 2022. Son premier album, Super Over sort en septembre 2023.

## Biographie

### Jeunesse
Kate naît le 9 septembre 1992 et grandit à Los Angeles, en Californie, elle vit à New York pendant un certain temps pour poursuivre sa carrière dans la musique.

### Carrière
En 2018, Kate commence à publier des reprises de chansons sur sa chaîne YouTube. Au cours de cette période, elle sort son premier EP, Impulse, qui comprend les singles WTF ? et So Good. Elle poursuit avec la sortie des singles Visions et Bad Idea. 
En juin 2020, Kate sort Fuck Up the Friendship. 
Le single prend ensuite de l'ampleur sur TikTok et Instagram[source secondaire souhaitée]. Elle enchaîne ensuite avec plusieurs singles, dont Grave, Boyfriend et Boy Next Door,.
En 2021, Kate sort les singles Calabasas et Veronica en préparation de son deuxième EP, What Just Happened ?, qui doit sortir en octobre de cette même année[source secondaire souhaitée]. 
Elle sort le single Dear Denny en mars 2022 et après qu’il est lui aussi devenu viral sur TikTok[source secondaire nécessaire], elle enchaîne avec la sortie de 10 Things I Hate About You. La chanson continue à se développer sur TikTok et devient populaire dans des pays européens[source secondaire souhaitée] alors qu’elle tourne avec Madison Beer lors de la partie européenne de sa tournée Life Support[source secondaire souhaitée].

## Discographie

### Albums studio
- 15 septembre 2023 : Super Over

### Extended plays (EP)
- 28 juin 2019 : Impulse (Streaming)
- 1er octobre 2021 :  What Just Happened? (Streaming)
- 28 octobre 2022 : Alive and Unwell (Streaming)